# Pimoa laurae
Pimoa laurae es una especie de araña del género Pimoa, familia Pimoidae. Fue descrita científicamente por Hormiga en 1994.
Habita en los Estados Unidos. El holotipo masculino mide 7,3 mm y el paratipo femenino 7,3 mm.